# Leptomicrurus narduccii
Leptomicrurus narduccii é uma espécie de serpente da família Elapidae. Pode ser encontrada no sul da Colômbia, noroeste do Brasil, leste do Equador, norte e leste do Peru,  e noroeste da Bolívia. No Brasil é encontrada no Amazonas e Acre.